# چوخلوما
شهر چوخلوما (به روسی: Чухлома) در کشور روسیه و در اوبلاست کوستروما واقع شده‌است.